# Protalphadon
Protalphadon — рід дрібних ссавців пізньої крейди. Його скам'янілості знайдені в штатах Юта, Монтана, Нью-Джерсі, Південна Дакота, Вайомінг і Колорадо. Спочатку рід був віднесений до Alphadon.

## Опис
Протальфадон відомий за кількома скам'янілостями, але в основному за зубами. Ймовірно, він був всеїдним.